# Laboule

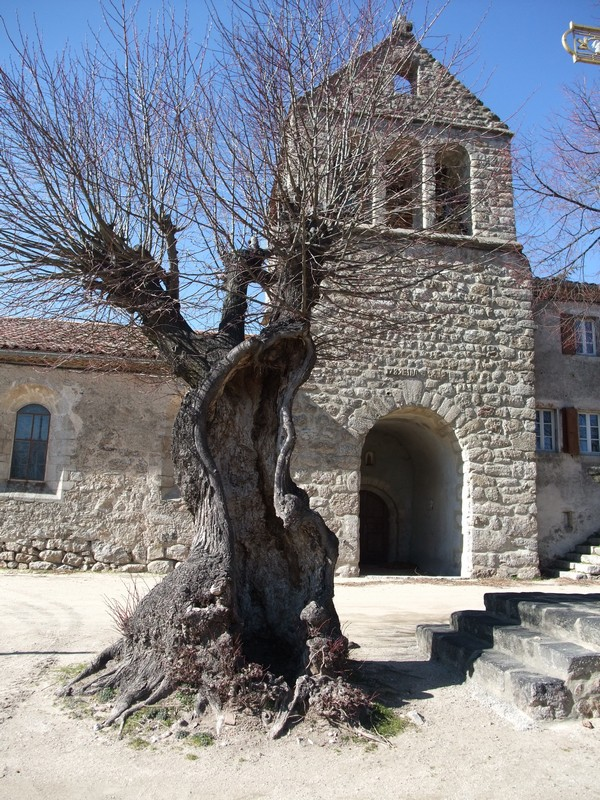
Kościół (2010)

Laboule – miejscowość i gmina we Francji, w regionie Owernia-Rodan-Alpy, w departamencie Ardèche.
Według danych na rok 1990 gminę zamieszkiwało 108 osób, a gęstość zaludnienia wynosiła 6 osób/km² (wśród 2880 gmin regionu Rodan-Alpy Laboule plasuje się na 1513. miejscu pod względem liczby ludności, natomiast pod względem powierzchni na miejscu 600.).